# Caye Caulker
Caye Caulker je mali vapnenački koraljni otok u belizejskom dijelu Karipskog mora
Otok je dug oko 8 km u smjeru sjever-jug te širok oko 1,6 km u smjeru istok-zapad. Najveće i glavno naselje na otoku je Caye Caulker Village. Nalazi se oko 32 km sjeverno-sjeveroistočno od Belize Cityja, te je s njim povezan brodom i malim avionom. Brodovi su sposobni za nošenje oko 50 ljudi te se za 45-50 minuta dolazi u najveći grad u državi. Turizam se počeo razvijati 1964. godine, a tek posljednjih nekoliko godina otok je postao popularna turistička destinacija u čijoj je blizini Velika Plava Rupa. Na otoku postoji više od 30 malenih hotela te niz restorana i trgovina.
Uski plovni prolaz dijeli otok na dva dijela, prolaz je dubok 6,1 metar što omogućuje i većim plovilima da ga mogu lako proći. Uragan Hattie teško je pogodio otok 1961. godine. Uragan je srušio drvenu školu, koja se korista kao sklonište te je u njoj poginulo 13 ljudi (većinom djece). U novije vrijeme otok je pogodilo najmanje četiri uragana koji su ga opustošili, najnoviji je bio uragan Keith 2000. godine. Budući da je otok visok samo 2,4 metra na svojoj najvišoj točki, jaki valovi lako mogu prekriti cijeli otok, kao što se dogodilo tijekom uragana Hattie i Keith.

## Galerija
- Glavna ulica
- Zalazak sunca
- Zračna luka

## Vanjske poveznice
|  | Zajednički poslužitelj ima još gradiva o temi Caye Caulker |

- Službena stranica otoka  Arhivirana inačica izvorne stranice od 25. studenoga 2018. (Wayback Machine)
- Turistička organizacija  Arhivirana inačica izvorne stranice od 21. listopada 2013. (Wayback Machine)